# Echeandia atoyacana
Echeandia atoyacana är en sparrisväxtart som beskrevs av Robert William Cruden. Echeandia atoyacana ingår i släktet Echeandia och familjen sparrisväxter. Inga underarter finns listade i Catalogue of Life.